# Isla La Peña
Isla La Peña är en ö i Mexiko. Den tillhör kommunen Compostela i delstaten Nayarit, i den västra delen av landet. Arean är 0,11 kvadratkilometer.